# Chapelle Saint-Sébastien de Lanslevillard
La chapelle Saint-Sébastien est un édifice catholique, du XVe siècle, qui se dresse sur le territoire de la commune française de Lanslevillard, dans le département de la Savoie, en région Auvergne-Rhône-Alpes.
La chapelle, célèbre pour ses peintures murales de la fin du XVe siècle, est classée aux monuments historiques.

## Localisation
La chapelle Saint-Sébastien est située juste au-dessus du village de Lanslevillard à une altitude de 1 490 m, en Haute-Maurienne, dans le département français de la Savoie.

## Historique
La chapelle a probablement été construite en 1446, comme l'indique une pierre. L'inscription 1518 peinte sur un des caissons du plafond serait l'année d'une restauration des peintures.

## Description
La chapelle comporte deux séries de peintures murales : d'une part, les scènes de la vie du Christ, une série de trente-six panneaux répartis sur deux registres et d'autre part, la vie de saint Sébastien, en dix-sept panneaux sur trois registres. Chaque panneau comporte une légende en latin. Protecteur contre la peste, Saint-Sébastien est fréquemment invoqué dans les Alpes. Selon la tradition orale, ce cycle de peinture aurait été commandé par un rescapé d'une épidémie. Sur l'une de ces peintures murales, un médecin incise un bubon sur une femme atteinte de la peste.
Initialement, il avait été affirmé que les peintures avaient été réalisées à la détrempe. Cependant, certains indices comme la présence de sinopia font plutôt penser à une peinture à la fresque. La similitude de facture est très similaire à celle de la vie du Christ réalisée par l'atelier de Bartolomeo Serra à la chiesa Plebana à San Maurizio Canavese en 1495.

## Le site archéologique
Des sondages autour de la chapelle ont mis en évidence des dizaines de sépultures et du mobilier funéraire. Le radiocarbone a permis de dater plus précisément quelques structures : le foyer d'un site en plein air du Néolithique (-3517 à -3343 av. J.-C.), une nécropole de La Tène vers -75 et des inhumations du haut Moyen Âge (VIIIe et IXe siècles).

Peintures murales
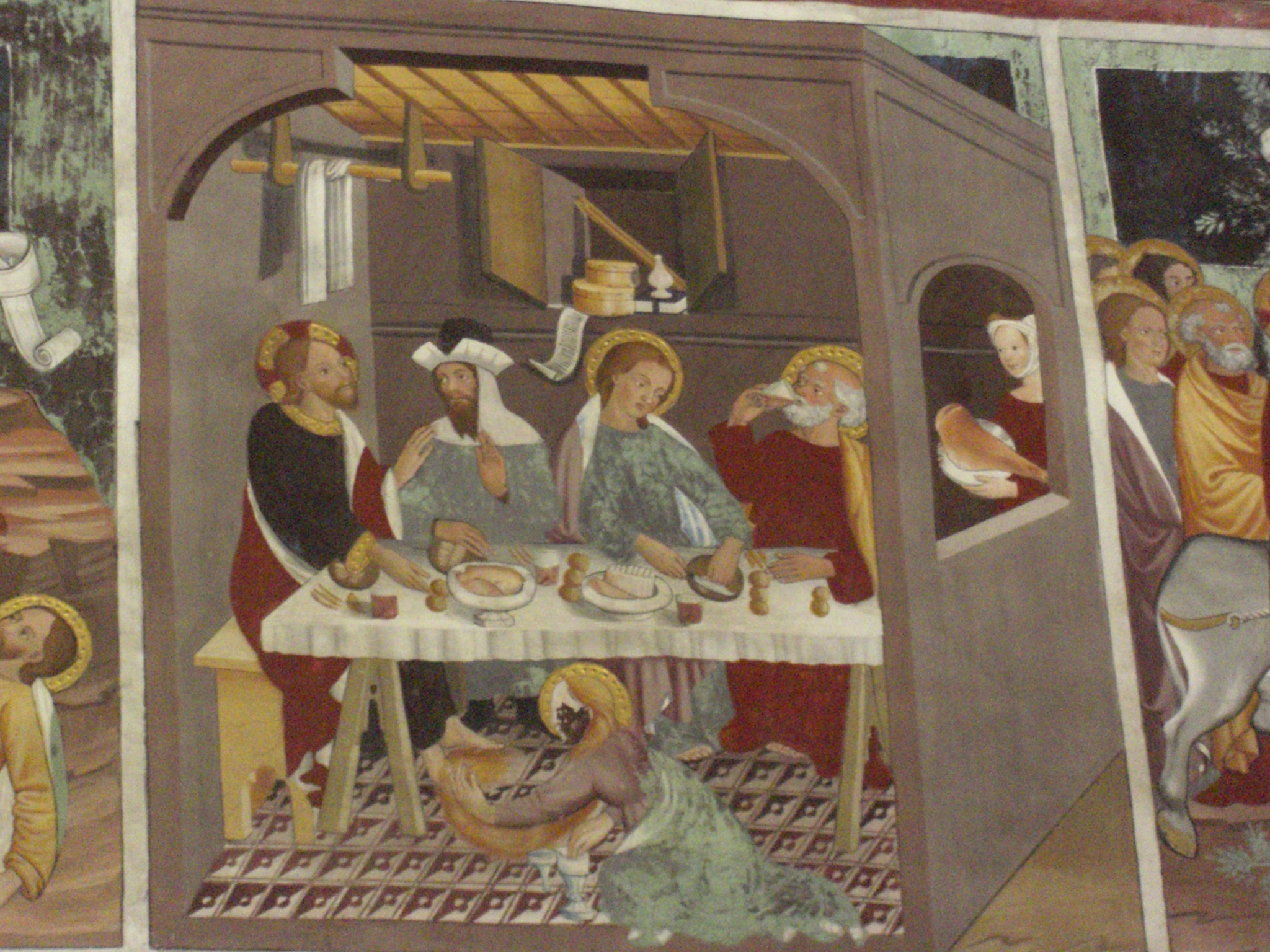
Vie du Christ
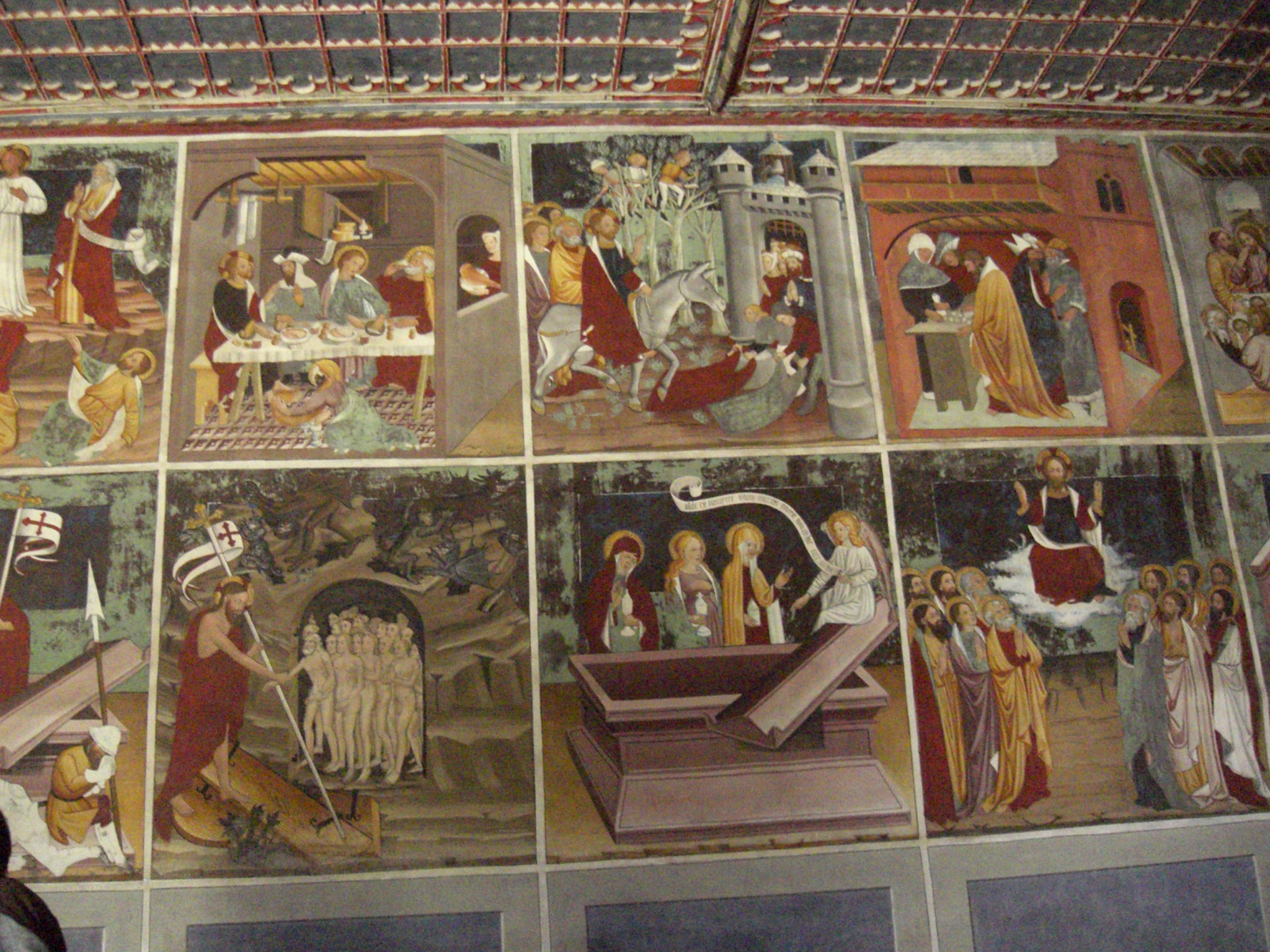
Vie du Christ

## Protection aux monuments historiques
La chapelle est classée au titre des monuments historiques par arrêté du 9 juin 1897.